# Liste der Nummer-eins-Hits in Finnland (2005)
Diese Liste enthält alle Nummer-eins-Hits in Finnland im Jahr 2005. Es gab in diesem Jahr 33 Nummer-eins-Singles und 25 Nummer-eins-Alben.
| Singles | Alben |
| --- | --- |
| - Tarja – Yhden enkelin unelma - 3 Wochen (18. Dezember 2004 – 7. Januar 2005, insgesamt 4 Wochen) - Jane – Valvon - 1 Woche (8. Januar – 14. Januar, insgesamt 2 Wochen) - Apocalyptica feat. Ville Valo & Lauri Ylönen – Bittersweet - 2 Wochen (15. Januar – 28. Januar) - Yö – Pettävällä jäällä - 1 Woche (29. Januar – 4. Februar) - Artistit Auttavat Aasiaa - 2005 – Maksamme velkaa - 1 Woche (5. Februar – 11. Februar) - Teräsbetoni – Taivas lyö tulta - 3 Wochen (12. Februar – 4. März, insgesamt 4 Wochen) - Apulanta – Pahempi toistaan - 3 Wochen (5. März – 25. März) - Yup – Minä en tiedä mitään - 1 Woche (26. März – 1. April) - Teräsbetoni – Taivas lyö tulta - 1 Woche (2. April – 8. April, insgesamt 4 Wochen) - Bloodpit – Out to Find You - 1 Woche (9. April – 15. April) - Viikate – Tie - 2 Wochen (16. April – 29. April) - Antti Tuisku – Tyhjä huone - 1 Woche (30. April – 6. Mai) - Sentenced – Ever-Frost - 1 Woche (7. Mai – 13. Mai) - Hannibal & Soppa – Lissää vinkunaa - 3 Wochen (14. Mai – 3. Juni) - The Black Eyed Peas – Don’t Phunk with My Heart - 1 Woche (4. Juni – 10. Juni) - Yö – Yksi askel liikaa - 1 Woche (11. Juni – 17. Juni) - Kometfabriken – Gott nytt År - 1 Woche (18. Juni – 24. Juni) - Deep Insight – Hurrican Season - 2 Wochen (25. Juni – 8. Juli) - Negative – My My, Hey Hey - 1 Woche (9. Juli – 15. Juli) - Martti Vainaa & Sallitut Aineet – Pelimies - 1 Woche (16. Juli – 22. Juli, insgesamt 6 Wochen) - The Scourger – Hatehead - 1 Woche (23. Juli – 29. Juli) - Martti Vainaa & Sallitut Aineet – Pelimies - 4 Wochen (30. Juli – 26. August, insgesamt 6 Wochen) - Children of Bodom – In Your Face - 1 Woche (27. August – 2. September) - The Rasmus – No Fear - 1 Woche (3. September – 9. September) - Apulanta – Armo - 1 Woche (10. September – 16. September) - HIM – Wings of a Butterfly - 2 Wochen (17. September – 30. September) - Yö – Tie sydämeeni - 1 Woche (1. Oktober – 7. Oktober) - Martti Vainaa & Sallitut Aineet – Pelimies - 1 Woche (8. Oktober – 14. Oktober, insgesamt 6 Wochen) - CMX – Uusi ihmiskunta - 1 Woche (15. Oktober – 21. Oktober) - Rammstein – Benzin - 1 Woche (22. Oktober – 28. Oktober) - Nightwish – Sleeping Sun 2005 - 2 Wochen (29. Oktober – 11. November) - Kent – The hjärta & smärta EP - 1 Woche (12. November – 18. November) - Madonna – Hung Up - 2 Wochen (19. November – 2. Dezember) - Diablo – Mimic47 - 3 Wochen (3. Dezember – 23. Dezember) - Orkidea – Beautiful - 1 Woche (24. Dezember – 30. Dezember) - Tarja – Yhden enkelin unelma - 1 Woche (31. Dezember 2005 – 6. Januar 2006, insgesamt 4 Wochen) | - Ella Ja Aleksi – Lenni lokinpoikanen - 4 Wochen (1. Januar – 21. Januar, insgesamt 6 Wochen) - Poets of the Fall – Sings of Life - 1 Woche (22. Januar – 28. Januar, insgesamt 2 Wochen) - Ella Ja Aleksi – Lenni lokinpoikanen - 2 Wochen (29. Januar – 11. Februar, insgesamt 6 Wochen) - Poets of the Fall – Sings of Life - 1 Woche (12. Februar – 18. Februar, insgesamt 2 Wochen) - Yö – KUOLEMATON - 1 Woche (19. Februar – 25. Februar) - Aki Sirkesalo – Sanasta miestä - 3 Wochen (26. Februar – 18. März) - Apulanta – Kiila - 1 Woche (19. März – 25. März) - Kotiteollisuus – 7 - 1 Woche (26. März – 1. April) - Il Divo – Il Divo - 2 Wochen (2. April – 15. April, insgesamt 4 Wochen) - Maija Vilkkumaa – Se ei olekaan niin - 2 Wochen (16. April – 29. April) - Il Divo – Il Divo - 2 Wochen (30. April – 13. Mai, insgesamt 4 Wochen) - Antti Tuisku – Antti Tuisku - 2 Wochen (14. Mai – 27. Mai, insgesamt 3 Wochen) - Sentenced – The Funeral Album - 1 Woche (28. Mai – 3. Juni) - Antti Tuisku – Antti Tuisku - 1 Woche (4. Juni – 10. Juni, insgesamt 3 Wochen) - Coldplay – X & Y - 2 Wochen (11. Juni – 24. Juni, insgesamt 3 Wochen) - Foo Fighters – In Your Honor - 1 Woche (25. Juni – 1. Juli) - Coldplay – X & Y - 1 Woche (2. Juli – 8. Juli, insgesamt 3 Wochen) - The Offspring – Greatest Hits - 3 Wochen (9. Juli – 29. Juli) - Crazy Frog – Crazy Hits - 5 Wochen (30. Juli – 2. September) - Tilkkutäkki von verschiedenen Interpreten - 1 Woche (3. September – 9. September) - The Rasmus – Hide from the Sun - 1 Woche (10. September – 16. September) - Children of Bodom – Are You Dead Yet? - 1 Woche (17. September – 23. September) - HIM – Dark Light - 1 Woche (24. September – 30. September) - Nightwish – Highest Hopes – The Best of Nightwish - 3 Wochen (1. Oktober – 21. Oktober) - Depeche Mode – Playing the Angel - 1 Woche (22. Oktober – 28. Oktober) - Rammstein – Rosenrot - 1 Woche (29. Oktober – 4. November) - CMX – Pedot - 1 Woche (5. November – 11. November) - Il Divo – Ancora - 1 Woche (12. November – 18. November, insgesamt 5 Wochen) - Madonna – Confessions on a Dance Floor - 1 Woche (19. November – 25. November, insgesamt 4 Wochen; siehe 2006) - System of a Down – Hypnotize - 1 Woche (26. November – 2. Dezember) - Il Divo – Ancora - 4 Wochen (3. Dezember 2005 – 6. Januar 2006, insgesamt 5 Wochen) |